# Bowling Green (Missouri)
Bowling Green – miasto w Stanach Zjednoczonych, w stanie Missouri, siedziba administracyjna hrabstwa Pike.